# Bulbophyllum refractum
Bulbophyllum refractum är en orkidéart som först beskrevs av Heinrich Zollinger, och fick sitt nu gällande namn av Heinrich Gustav Reichenbach. Bulbophyllum refractum ingår i släktet Bulbophyllum och familjen orkidéer. Inga underarter finns listade i Catalogue of Life.